# Lucette Verboven
Lucette Verboven (Lummen, 9 juni 1955) is een Vlaamse auteur en maakt tevens programma’s voor televisie.

## Opleiding en werkzaamheden
Verboven studeerde Letteren en Wijsbegeerte, afdeling Germaanse Filologie aan de Katholieke Universiteit Leuven. Ze gaf aanvankelijk les (Nederlands en Engels) en is thans als zelfstandige werkzaam. Ze is getrouwd met Gerard Bodifée, een astrofysicus en christelijk filosoof.

## Televisiewerk
Verboven werkt als interviewer en programmaker bij Braambos (Canvas) en interviewde onder andere de fysicus en katholiek priester Lorenzo Albacete. Ze presenteerde vier jaar lang het programma De Wandeling bij de KRO. Ook scheef ze voor deze omroep het scenario voor Hildegard von Bingen, een driedelige coproductie tussen Nederland, België en Duitsland. In de televisieseries Estafette en Wereldbeelden (Canvas en KRO) voerde Verboven gesprekken met vooraanstaande personen in Europa, Amerika en Azië. Deze interviews werden hierna gebundeld in het boek Pelgrim in het leven: estafette-gesprekken voor een religieuze zoektocht. Tot de geïnterviewden behoren schrijvers als André Chouraqui en Paulo Coelho, filosofen zoals Louis Dupré, theoloog Tom Wright, monniken waaronder Tessa Bielecki, Augustin Ichiro Okumura, Enzo Bianchi, en de Ierse politica Mary McAleese. Hierna schreef ze het boek Pelgrims onderweg: Spirituele ervaringen en gesprekken, waarin ze haar ontmoetingen met diverse gesprekspartners beschrijft als filosofen, monniken, theologen, kunstenaars en wetenschappers, maar ook een moslima en een non die in Japan de eerste katholieke zenmeester werd. Zij deed ook interviews voor de serie over Guido Gezelle in Nachtgedachten en ze werkte mee aan De Mystici. Sinds 2011 presenteert ze voor Tertio het televisie- en internetprogramma Naamgenoten over zingeving en spiritualiteit waarin drie gasten met dezelfde naam maar met een verschillende achtergrond participeren. Naast haar werkzaamheden is Verboven voorzitter van Huis voor filosofie, een vereniging voor filosofische studie.

## Boeken van Verboven
- Pelgrim in het leven: estafette-gesprekken voor een religieuze zoektocht, Pelckmans, 1999, ISBN 902892664X of Dabar-Luyten, 2000, ISBN 9064163545
- Pelgrims onderweg: Spirituele ervaringen en gesprekken, Uitgeverij Meinema, 2006, ISBN 9021141175
- The Dominican Way, Uitgeverij Continuum, 2011, ISBN 9780826442772 (Engelstalig), waarvan intussen een Franse vertaling is verschenen: La Voie Dominicaine, Bayard, Paris, 2012. ISBN 978-2-227-48305-7